# 1989 XB
1989 XB är en asteroid i huvudbältet som upptäcktes den 2 december 1989 av den japanska astronomen Nobuhiro Kawasato i Uenohara.
Asteroiden har en diameter på ungefär 4 kilometer.